# Skiskydnings- og Skiløbscentret Laura
Skiskydnings- og Skiløbscentret Laura (russisk: Комплекс для соревнований по лыжным гонкам и биатлону «Лаура», Kompleks dlja sorevnovanij po lyzjnym i biatlony «Laura») er et vintersportsanlæg i Krasnaja Poljana, Rusland. Anlægget bliver benyttet ved skiskydnings- og langrendskonkurrencerne, samt langrendsdelen i nordisk kombineret, ved vinter-OL 2014. Anlægget er beliggende ca. 60 km nordøst for OL-byen Sotji.
Der er plads til 7.500 siddende tilskuere ved både langrends- og skiskydningsområderne, hvilket sammenlagt giver plads til 15.000 tilskuere.